# Ligne de Pia à Baixas
La ligne de Pia à Baixas est une ancienne ligne de chemin de fer secondaire, en France, fermée et déclassée.

## Historique
La ligne Pia - Baixas, à voie normale, fut ouverte en 1910 par la Compagnie des Chemins de fer des Pyrénées-Orientales. Elle sera fermée au trafic marchandises (vin) en 1951, le trafic voyageurs ayant lui cessé vers 1939-1940. En conséquence, la ligne est aujourd'hui déclassée et la voie totalement déposée.

## Vestiges
Il existe à Peyrestortes un vestige de la voie à droite de la route menant à Baixas, à proximité des locaux de la cave coopérative. A Baixas, l'ancienne gare existe toujours, un peu en retrait sur l'avenue du Maréchal Joffre (entrée du village en venant de Perpignan à droite).
On peut parfois apercevoir les vestiges de la plateforme sur le côté droit de la route entre Peyrestortes et Baixas, en particulier sous forme de petits ponceaux métalliques enjambant les fossés.
En revanche, il semble plutôt difficile de trouver des traces du tronçon Pia-Peyrestortes repris par la route, ceci à part la montée (encore visible) de la voie qui en rebroussement montait vers la gare de Rivesaltes (ancienne gare de la Compagnie du Midi), qui disposait, comme beaucoup de gares de bifurcation, d'une marquise, où aboutissaient en butoir les rails des CFPO.
Non loin au sud de la gare, dans un restaurant actuel, on retrouve des rails qui étaient ceux d'un embranchement particulier CFPO desservant une usine à soufre, reprise ensuite par ce restaurant.